# Kakumchich
Kakumchich är en ort i Mexiko.   Den ligger i kommunen Chenalhó och delstaten Chiapas, i den sydöstra delen av landet, 700 km öster om huvudstaden Mexico City. Kakumchich ligger 1 708 meter över havet och antalet invånare är 130.
Terrängen runt Kakumchich är kuperad åt sydost, men åt nordväst är den bergig. Runt Kakumchich är det ganska tätbefolkat, med 134 invånare per kvadratkilometer. Närmaste större samhälle är Pantelhó, 16,3 km nordost om Kakumchich. Omgivningarna runt Kakumchich är en mosaik av jordbruksmark och naturlig växtlighet.